# 胡利 (基輔州)
49°37′3″N 30°58′32″E / 49.61750°N 30.97556°E
胡利（羅馬化：Huli）是位於烏克蘭北部基辅州奧布希夫區米羅尼夫卡市鎮的村莊。該村始建於1500年，面積17.8平方公里，海拔高度147米，2001年人口199，人口密度每平方公里11.2人。